# ماری: یک داستان

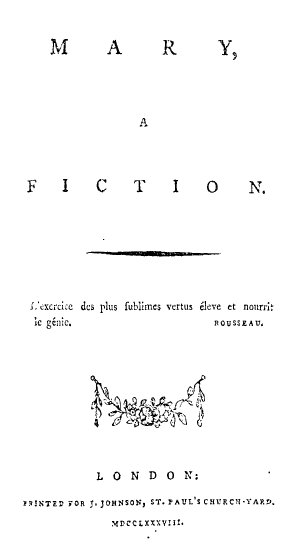

ماری: اِ فیکشن یک رمان کامل فمینیستی است که توسط مری ولستون‌کرافت در قرن هجدهم میلادی نوشته شده‌است. این رمان، به رویدادهای غم‌انگیز یک زن (قهرمان داستان) در رابطه با روابط عاشقانه اش با یک زن و مرد می‌پردازد. رمان در هنگامی نوشته شد که مری ولستون‌کرافت در ایرلند به عنوان یک معلم سرخانه مشغول به کار بود. رمان در سال ۱۷۸۸ نوشته شد، در آن روزگار نویسندگی برای زن‌ها را شغلی آبرومند و موجه نمی‌پنداشتند.